# 卢夏诺
卢夏诺（義大利語：Lusciano），是意大利卡塞塔省的一个市镇。总面积4平方公里，人口14275人，人口密度3568.8人/平方公里（2009年）。ISTAT代码为061046。